# Almócita (kommunhuvudort)
Almócita är en kommunhuvudort i Spanien.   Den ligger i provinsen Provincia de Almería och regionen Andalusien, i den södra delen av landet, 400 km söder om huvudstaden Madrid. Almócita ligger 832 meter över havet och antalet invånare är 167.
Terrängen runt Almócita är kuperad österut, men västerut är den bergig. Runt Almócita är det glesbefolkat, med 19 invånare per kvadratkilometer. Närmaste större samhälle är Canjáyar, 4,6 km öster om Almócita. Omgivningarna runt Almócita är i huvudsak ett öppet busklandskap.